# Мохаррами, Садег
Садег Мохаррами (перс. صادق محرمی‎; 1 марта 1996 года, Хаштпар) — иранский футболист, защитник загребского «Динамо» и национальной сборной Ирана.

## Карьера
Садег Мохаррами — воспитанник иранского клуба «Малаван». 11 апреля 2014 года он дебютировал в иранской Про-лиге, выйдя на замену в гостевом матче с командой «Фаджр Сепаси».
Летом 2016 года Мохаррами перешёл в «Персеполис», подписав с ним двухлетний контракт. 27 июня 2018 года иранский защитник заключил пятилетние соглашение с загребским «Динамо».

## Достижения
«Персеполис»
- Чемпион Ирана (2): 2016/17, 2017/18
- Обладатель Суперкубка Ирана: 2017

«Динамо» Загреб
- Чемпион Хорватии (4): 2018/19, 2019/20, 2020/21, 2021/22
- Обладатель Кубка Хорватии: 2020/21
- Обладатель Суперкубка Хорватии (2): 2019, 2022